# Natal Numa Discotheque / Réveillon Numa Discotheque
Natal Numa Discotheque / Réveillon Numa Discotheque é um compacto duplo lançado pelo grupo A Patotinha, em 1978. Trata-se do primeiro compacto do grupo e foi lançado após o sucesso do álbum de estúdio Brincando de Roda numa Discotheque, do mesmo ano. O lançamento teve ótimo desempenho comercial no Brasil.

## Produção e lançamento
O sucesso da música disco, em meados dos anos de 1970, fez com que as gravadoras investissem no estilo musical que além do público adulto, era muito querido por crianças, apesar das letras e coreografias sensuais. A RCA Records foi uma dessas gravadoras e teve a ideia de gravar músicas infantis com arranjos no estilo. Então, após o sucesso de Brincando de Roda numa Discotheque, foi lançado um compacto duplo com canções clássicas de natal e ano novo, intitulado "Natal Numa Discotheque / Réveillon Numa Discotheque".
Entre os eventos de divulgação do trabalho estava a festa de abertura dos festejos de natal do Rio de Janeiro, que ocorreu no Maracanã, para essa ocasião o grupo se vestiu de Papai Noel, como na capa do compacto, o evento que reuniu mais de 250 mil pessoas.

## Recepção
O lançamento tornou-se um sucesso e rendeu o primeiro disco de ouro ao grupo, ao todo foram vendidas mais de 400 mil cópias do compacto no Brasil. Na lista da Nopem dos 50 discos mais vendidos no ano de 1979, o compacto aparece na 14ª posição.

## Lista de faixas
- Créditos adaptados da contracapa do compacto Natal Numa Discotheque / Réveillon Numa Discotheque.[7]

Lado A
| N.º | Título | Compositor(es) | Duração |  |
| 1.  | "Natal Numa Discotheque: Boas Festas - Jingle Bells - Carta A Papai Noel - Noite Feliz - Natal Branco - Natal Das Crianças - Feliz Natal Pra Todos (Natal Da Turma Da Mônica)" | Assis Valente Tradicional Hervé Cordovil J. Mohr, Franz Gruber Irving Berlin, Marino Pinto Blecaute Márcio A. Souza | 6:45    |  |

Lado B
| N.º | Título | Compositor(es) | Duração |  |
| 1.  | "Réveillon Numa Discotheque: Valsa Da Despedida - Fim De Ano - Um Novo Tempo - Para Não Ser Triste - A Montanha - Vamos Dar As Mãos E Cantar - Zé Pereira" | Alberto Ribeiro, João de Barro Francisco Alves / David Nasser Marcos Valle, Paulo Sergio Valle, Nelson Motta Édson Borges Roberto Carlos, Erasmo Carlos Silvio César Tradicional | 5:59    |  |

## Tabelas

### Tabelas anuais
| Tabela musical (1979) | Posição |
| --------------------- | ------- |
| Brasil (Nopem)        | 14      |